# Unterammergau

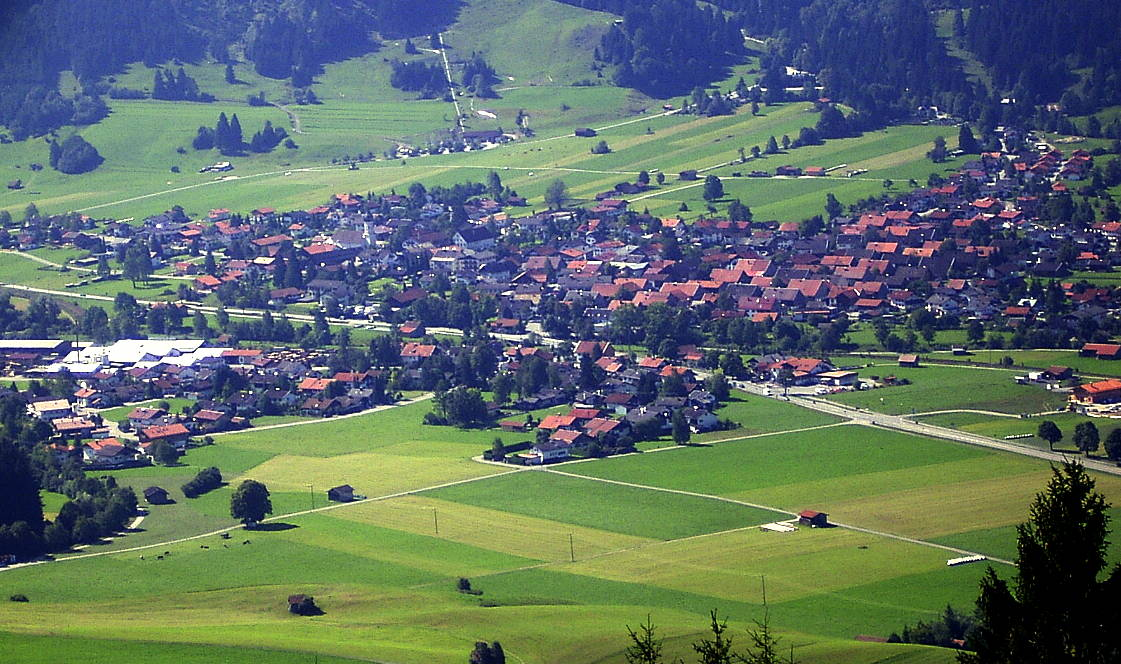
Unterammergau

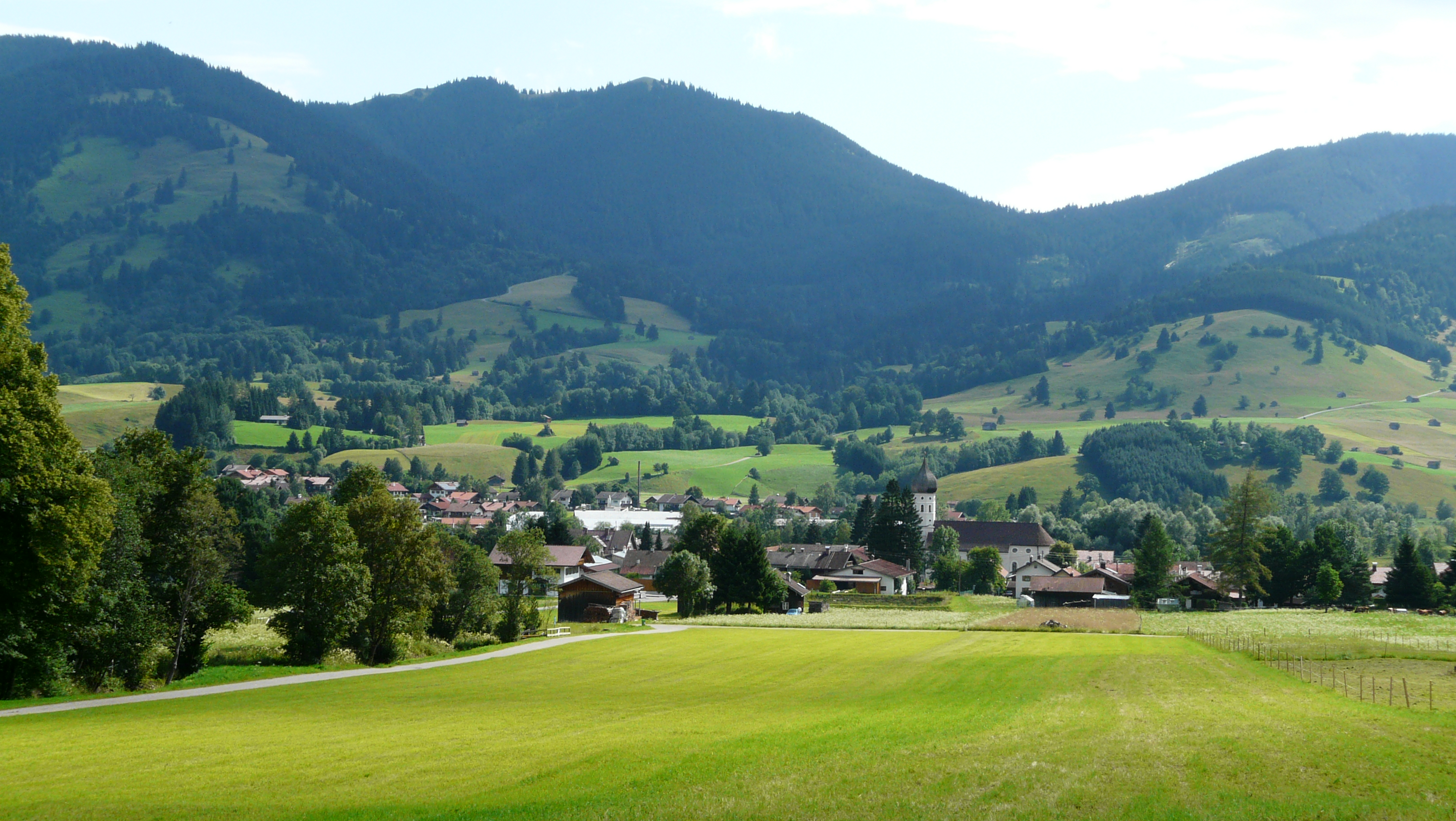
Unterammergau von Westen

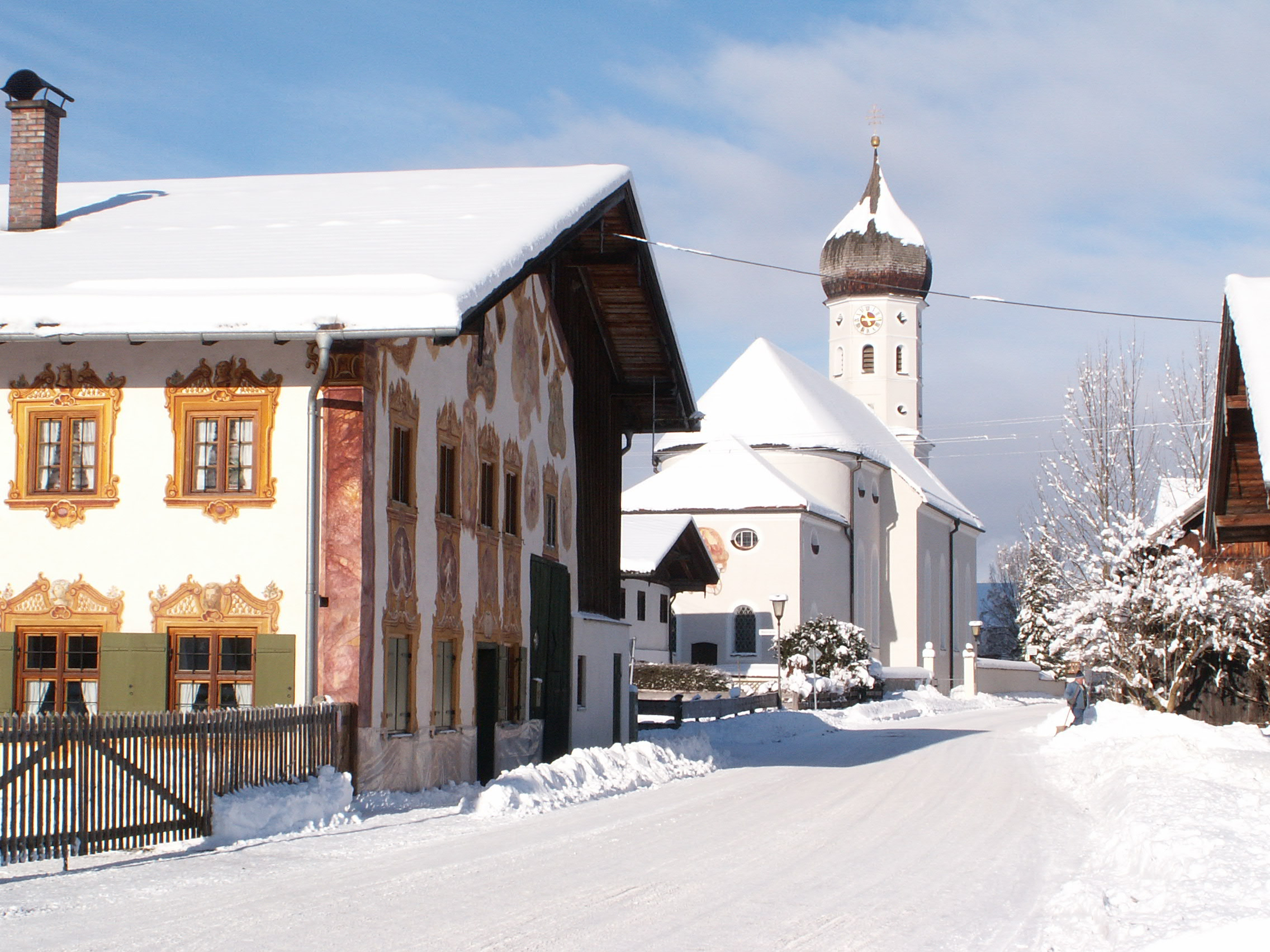
Dorfstraße in Unterammergau

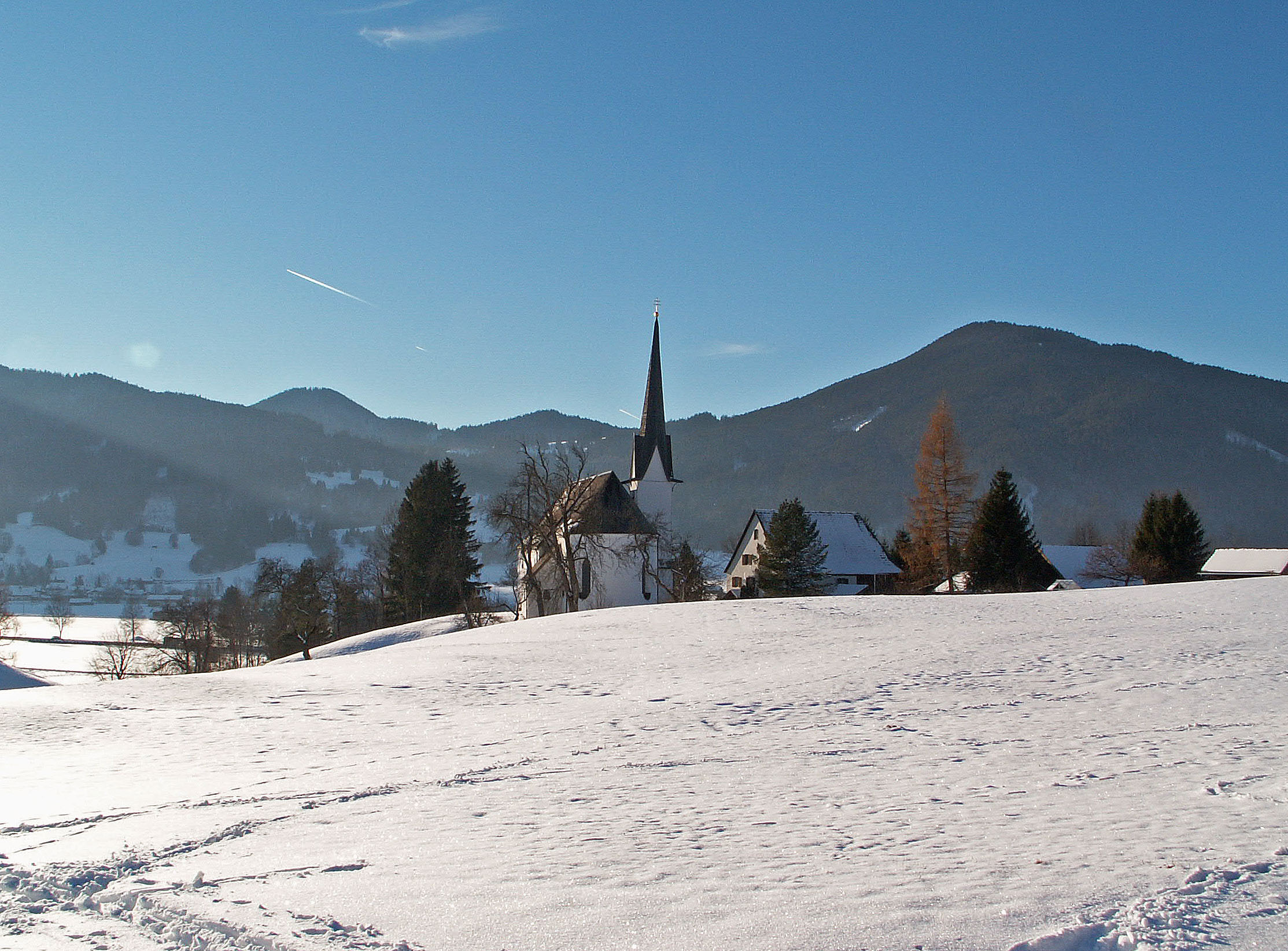
St. Leonhard in Kappel mit Hochschergen

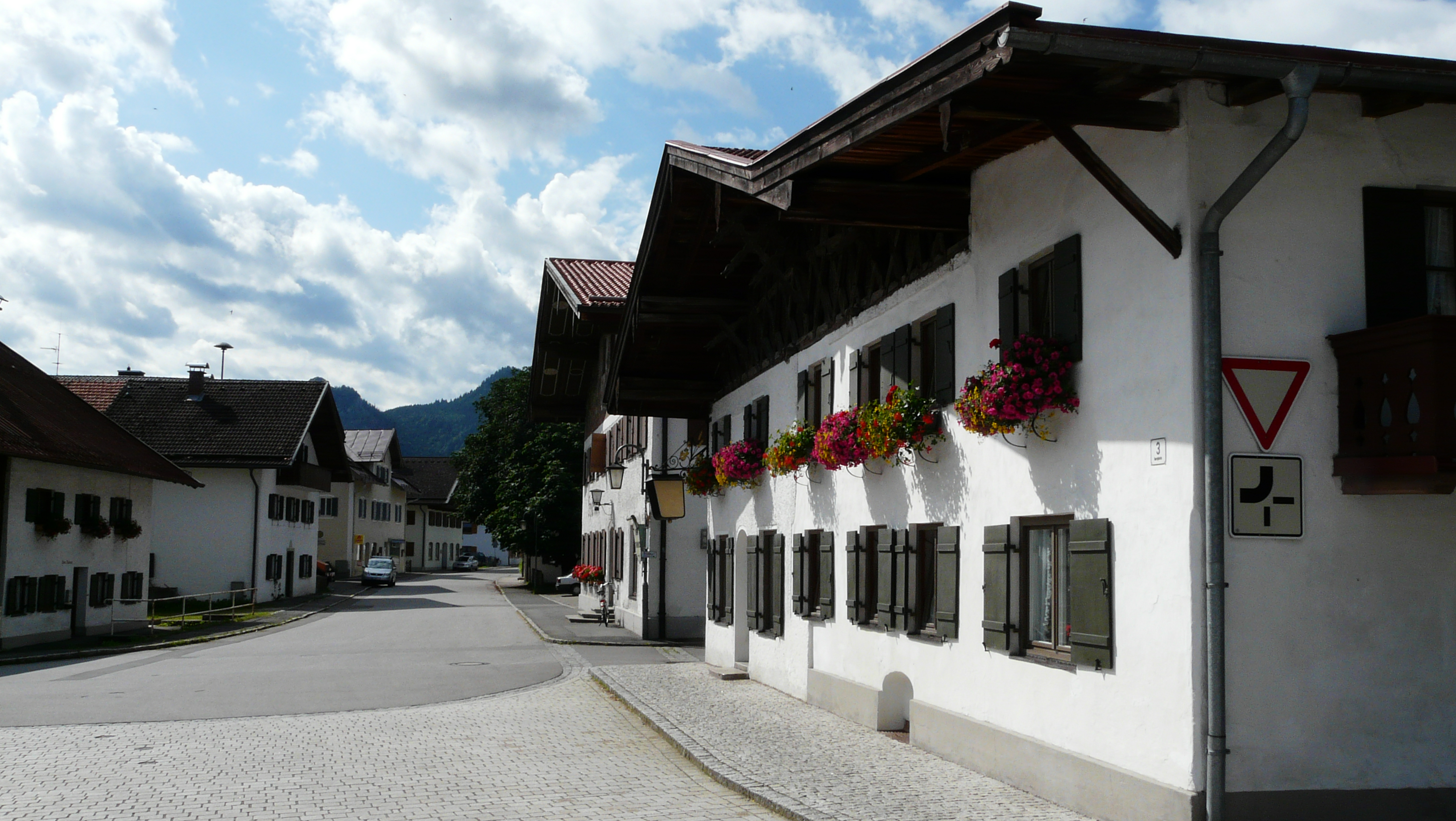
Dorfplatz

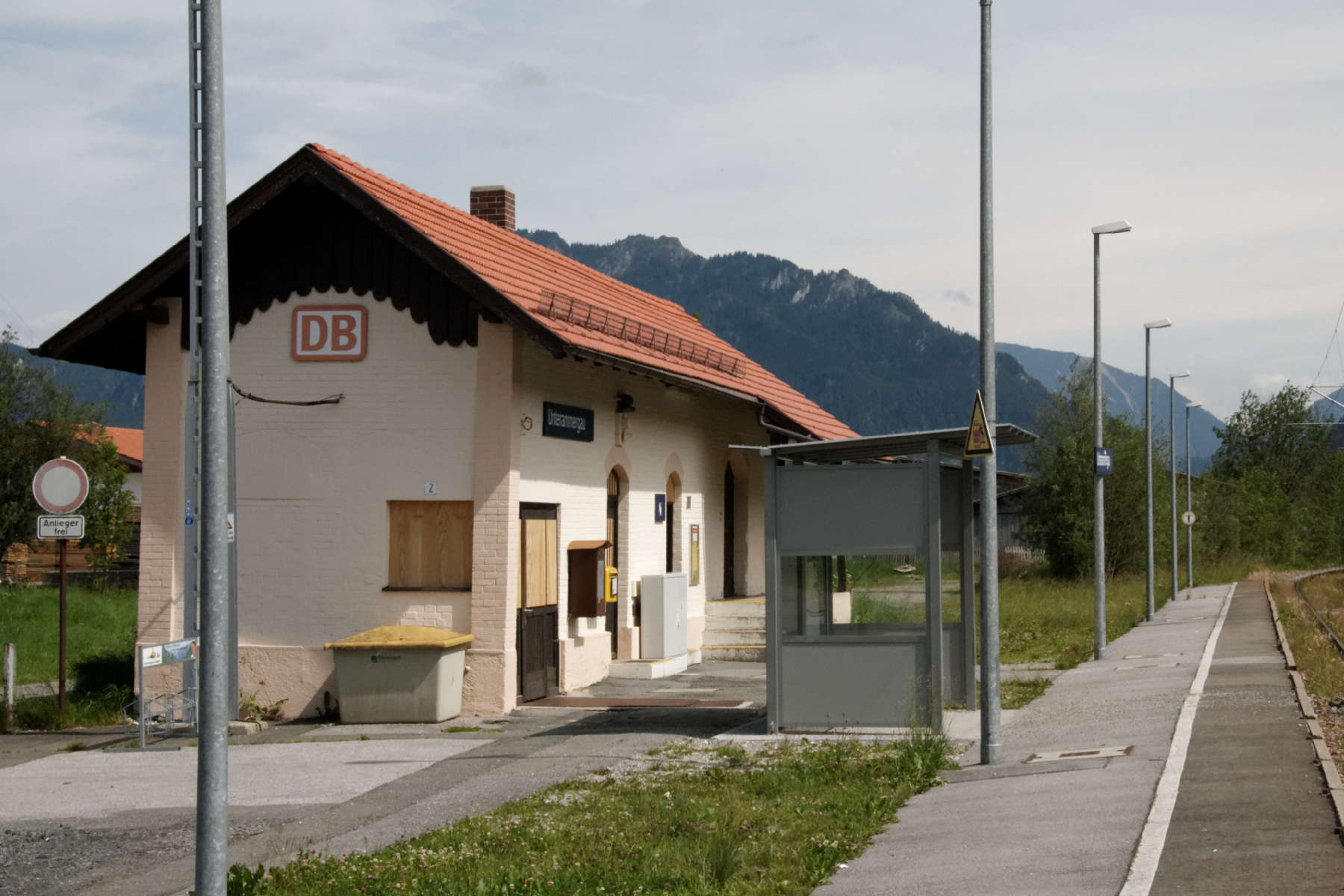
Haltepunkt Unterammergau

Unterammergau ist eine Gemeinde im oberbayerischen Landkreis Garmisch-Partenkirchen.

## Geographie
Der Hauptort liegt im Ammertal am Fluss Ammer auf einer Höhe von 836 m ü. NHN.
Es gibt drei Gemeindeteile (in Klammern ist der Siedlungstyp angegeben):
- Kappel rechts der Ammer (Einöde)
- Scherenau links der Ammer (Weiler)
- Unterammergau (Pfarrdorf)

Unterammergau selbst besteht im Wesentlichen aus drei Teilen:
- dem Oberdorf, ältester Teil des Dorfes um die Pfarrkirche St. Nikolaus
- dem Hinterdorf, ein unter Denkmalschutz stehendes Ensemble nördlich der Pürschlingstraße
- Au rechts der Ammer.

Nachbargemeinden Unterammergaus sind Saulgrub im Norden und Westen, Oberammergau im Süden und Osten sowie Bad Kohlgrub im Nordosten.
Die Gemeinde hat eine Fläche von 29,90 km² und 1645 Einwohner (Stand 31. Dezember 2023), also 55 Einwohner pro km². Sie bildet mit der Gemeinde Ettal die Verwaltungsgemeinschaft Unterammergau.
Das Gemeindegebiet umfasst neben dem Ammertal auch die umliegenden Berge. Die höchsten Erhebungen sind der Teufelstättkopf und das benachbarte Laubeneck, beide mit einer Höhe von 1758 m. Zum Unterammergauer Hausberg, dem Pürschling (1566 m), führt eine Forststraße hinauf.
Zu den Bächen, die von den Bergen herab in die Ammer fließen, zählen links der Ammer der Früllbach, die Schleifmühlenlaine und die Scherenauer Laine und rechts der Ammer die Enge Laine, die Kappellaine und die Waldlaine.
Unterammergau liegt im Naturpark Ammergauer Alpen.

## Geschichte
Der Ort Unterammergau wurde erstmals 1280 als „Nidernambergewe“ urkundlich erwähnt und gehörte bis 1803 zur Hofmark Oberammergau, die Teil des Herrschaftsgerichts Murnau des Klosters Ettal war. Die kirchliche Eigenständigkeit von Oberammergau erreichte der Ort im Jahr 1809.
1818 entstand im Zuge der Verwaltungsreformen im Königreich Bayern die heutige politische Gemeinde und zunächst zum Landgericht Schongau gehörte.
Zwei große Ortsbrände zerstörten 1777 und 1836 viele der alten Häuser Unterammergaus. Nach dem Brand von 1836 wurde das Hinterdorf in einheitlicher Bauweise neu errichtet, es steht als Ensemble unter Denkmalschutz.
Neben der Land- und Holzwirtschaft bildete vom 15. bis Mitte des 20. Jahrhunderts die Wetzsteinmacherei eine wichtige Einnahmequelle. Sie wurde vor allem als Nebentätigkeit in den Wintermonaten betrieben, in denen die Landwirtschaft ruhte.
Seit 1. Dezember 2021 ist das norditalienische Pradalunga Partnergemeinde von Unterammergau. Beide Orte verbindet die Wetzsteinmacherei, die in Pradalunga noch aktiv betrieben wird.

### Einwohnerentwicklung
Zwischen 1988 und 2018 wuchs die Gemeinde von 1227 auf 1566 um 339 Einwohner bzw. um 27,6 %.

## Politik
Die Politik von Unterammergau wird stark von lokalen Bürgervereinigungen bestimmt. Von den bayernweiten Parteien ist nur die CSU im Gemeinderat vertreten.

### Bürgermeister und Gemeinderat
Von 2002 bis 2020 war Michael Gansler von der FDU Erster Bürgermeister.
Bei der Kommunalwahl am 15. März 2020 wurde als Erster Bürgermeister Robert Stumpfecker (Für Unterammergau´s Zukunft) gewählt, der im Juni 2024 verstarb. Zu seinem Nachfolger wurde am 22. September 2024 Michael Buchwieser von der FWU gewählt, der in der Zwischenzeit als zweiter Bürgermeister bereits die Geschäfte geführt hatte.
Der Gemeinderat hat (ohne den Ersten Bürgermeister) zwölf Mitglieder.
Davon gehören 2 der FDU an, 4 der FUZ (Freie Wählergemeinschaft Für Unterammergaus Zukunft), 3 der CSU und 3 der FWU (Freie Wählerschaft Unterammergau).

### Wappen
Ein eigenes Wappen führt Unterammergau seit 1953.
| | Blasonierung: „In Grün zum Sprung über schräg gekreuzte silberne Werkzeuge, Wetzstein und Hammer mit goldenem Stil, ansetzender silberner Hirsch mit goldener Bewehrung, Hinterfüße auf silberner Bodenplatte.“ |
| Wappenbegründung: Die grüne Feldtingierung spiegelt die natürliche Umgebung des Ortes, Wiesen und Wälder. Auf den Wildreichtum und die Jagdmöglichkeiten deutet der springende Hirsch. Der silberne Boden ist Hinweis auf die Plattenschichten mit Kieselerde und Quarzanteil. Sie bildeten das Ausgangsmaterial für die Wetzsteinindustrie vom 15. Jahrhundert bis 1950. Ebenso fanden der Hammer als Werkzeug und der Wetzstein als Produkt Eingang, da das über Jahrhunderte blühende Gewerbe dem Ort zu Berühmtheit und Wohlstand verhalf. | |

## Verkehr
Unterammergau liegt an der Bundesstraße 23, die ein Teil der Verbindung zwischen Garmisch-Partenkirchen und Augsburg ist.
Der Bahnhof Unterammergau liegt an der Ammergaubahn zwischen Oberammergau und Murnau am Staffelsee.

## Kultur und Sehenswürdigkeiten

### Bauwerke
Trotz der beiden Dorfbrände sind noch einige Gebäude aus dem 17.–18. Jahrhundert erhalten. Einige haben wie im Nachbarort Oberammergau Fassaden mit Lüftlmalerei. Etwa 35 Bauwerke stehen unter Denkmalschutz, sie sind in der Liste der Baudenkmäler in Unterammergau aufgeführt.
Neben der Hauptkirche St. Nikolaus und der Wallfahrtskirche Heilig Blut gibt es viele kleinere Kapellen und Bildstöcke, sie gelten in Unterammergau als Flurdenkmäler. Zu ihrer Erschließung wurden zwei Kapellen- und Marterlwege beiderseits der Ammer eingerichtet.

### Industriedenkmal
Auf Infotafeln am Zugang zur Schleifmühlklamm erfährt der Wanderer Wichtiges aus der Zeit der Wetzstein-Industrie:
Die Wetzsteinmacherei war 300 Jahre lang ein bedeutender Handwerkszweig in Unterammergau. Sie bildete die Grundlage für Wohlstand im Ort und fand im Wappen Eingang. Wahrscheinlich wurden bei der Suche nach den Edelmetallen Gold oder Silber zwischen „blindem Gestein“ Plattenschichten entdeckt, die sich hervorragend zum Schärfen eigneten. Die in diesem Gestein enthaltene Kieselerde besaß die schärfenden Eigenschaften und der Quarzanteil verhinderte das Brechen. Nur zehn Prozent des abgebauten Materials aus den 1865 existierenden 52 Steinbrüchen war zur Wetzsteinherstellung zu gebrauchen. Vor allem in der Schleifmühlklamm wurden die abgebauten wertvollen Steinschichten zu den begehrten Schleifsteinen weiterverarbeitet und in viele Länder exportiert. In mühevoller Handarbeit stellten die Handwerker ca. 200 000: 38 Wetzsteine her. Dies geschah in den Schleifmühlen, welche die vorhandene Wasserkraft nutzten. 40 Familien ernährten sich 1865 in 32 Mühlen vom Schleifen der Steine neben den Einnahmen aus der Landwirtschaft.
Der Niedergang der Wetzsteinmacherei kam durch die Erfindung der synthetisch hergestellten Wetzsteine und der Mähmaschinen. Auch fehlten Absatzgebiete nach dem Zweiten Weltkrieg.

### Vereine
In Unterammergau gibt es etwa 20 verschiedene Vereine.
Der größte Sportverein ist der WSV Unterammergau, der mehrere bekannte Rodler und Skiläufer hervorgebracht hat. Neben den Winterdisziplinen Ski Alpin, Ski Nordisch und Rodeln hat der Verein auch Abteilungen für Fußball und Turnen. Ein weiterer Sportverein ist der Eisstockclub EC Unterammergau.
Der Theaterverein und der Musikverein mit seiner Blaskapelle sorgen für die Kultur, der Volkstrachtenverein und die Schützengesellschaft Ammertaler pflegen das Brauchtum. Freiwillige Feuerwehr und Bergwachtbereitschaft sorgen für Sicherheit.
Der Historische Arbeitskreis Unterammergau hält das Interesse an der Geschichte wach und bietet Begehungen und Vorträge zu historischen Themen an. In Eigenarbeit wurde das Dorfmuseum Unterammergau eingerichtet und eine ehemalige Wetzsteinmühle wieder in Betrieb genommen.

### Brauchtum
Am letzten Sonntag im Oktober findet der Leonhardiritt zur Kappelkirche statt. In Festkleidung und mit bunt geschmückten Pferden zieht ein Festzug, begleitet von den Klängen der Musikkapellen aus der Umgebung, zu der Wallfahrtskirche.: 122
Seit 1910 ziehen Mitglieder der Unterammergauer Blaskapelle am 30. Dezember zum Neujahrsanblasen durch den Ort, machen immer wieder Halt und wünschen mit einem Ständchen den Bewohnern ein gutes neues Jahr. Als Belohnung erhalten die Spieler eine Spende.
Seit dem Jahr 2000 wird an einem Bäuerlichen Nostalgietag vergangenes bäuerliches Handwerk in Erinnerung gerufen. Zur Vorführung kommen unter anderem: Buttern, Heuernte, Dengeln, Mähen, Dreschen usw. Außerdem werden alte Geräte oder Maschinen gezeigt und ihr Einsatz wird vorgeführt.

### Museen
Im Ortskern betreibt der Historische Arbeitskreis Unterammergau in einem historischen Gebäude das Dorf- und Wetzstoa-Museum, das als Heimatmuseum die Geschichte des Ortes, insbesondere die frühere Wetzsteinproduktion, vorstellt. Am Ortsrand am Altherrenweg befindet sich die mSE Kunsthalle, ein privates Museum für zeitgenössische Kunst von dem Unterammergauer Unternehmer Christian Zott.

## Natur und Tourismus

### Natur
Moore prägen die Landschaft in den Tälern der Ammergauer Alpen. Das Pulvermoos zwischen Unterammergau und Oberammergau steht seit 1982 : 30, 31 unter Naturschutz. Es ist ein Flachmoor. Einige Hochmoorstellen sind für den Wanderer gut zu erkennen. Auch das Kochel-Filz zwischen Unterammergau und Altenau ist seit 1987: 31 ein Naturschutzgebiet.
Am südwestlichen Ortsausgang Unterammergaus beginnt einer der Wanderwege hinauf zum Pürschling und zum Teufelstättkopf, der Pürschlingweg. Gleich westlich daneben liegt am Ortsausgang der talseitige Auslass der Schleifmühlklamm, die durchwanderbar ist.

### Tourismus
Die Gemeinde gehört zur Tourismusregion Ammergauer Alpen. Touristisch vertreten wird die Region durch die Ammergauer Alpen GmbH. Zur Naturparkregion Ammergauer Alpen gehören neben Unterammergau die Orte Oberammergau, Bad Bayersoien, Bad Kohlgrub, Ettal/Graswang/Linderhof und Saulgrub/Altenau/Wurmansau.
Im Jahr 2018 übernachteten in Unterammergau 24.000 Gäste mit fast 4.500 Ankünften.

## Persönlichkeiten

### Söhne und Töchter der Gemeinde
- Johannes Diemer (1830–1896), Hotelier, Chorleiter und Schauspieler
- Johann Neumeier (* 1945), Politiker (CSU)

### Mit der Gemeinde verbundene Persönlichkeiten
- Kurt Vogler (1893–1963), Landschaftsmaler